# Pomeni imen asteroidov: 15001–16000
Pregled pomenov imen asteroidov (malih planetov) od številke 15001 do 16000, ki jim je Središče za male planete dodelilo številko in so pozneje dobili tudi uradno ime  v skladu z dogovorjenim načinom imenovanja. Pregled je preverjen z Schmadelovim “Slovarjem imen malih planetov” (“Dictionary of Minor Planet Names”). Izvor nekaterih imen je pojasnjen tudi v Okrožnicah centra za male planete (“Minor Planet Circulars” ali MPC). Kadar se pojasnilo najde tudi v reviji “Nebo in teleskop” (Sky and Telescope) (S&T), je to navedeno. 
Pregled pojasnjuje izvor oziroma pomen imen asteroidov, ki ga je priznala Mednarodna astronomska zveza (IAU). Nekateri asteroidi imajo imajo dodatno pojasnilo o izvoru imena, ki pa vedno ni popolnoma zanesljivo (oznaka “†” ali “‡“). Pojasnilo o izvoru imena, ki je označeno z * je potrebno preveriti ali poiskati še v “Slovarju imen malih planetov”.
| Ime                    | Začasna oznaka | Izvor imena |
| 15001–15100            | 15001–15100    | 15001–15100 |
| ---------------------- | -------------- | --- |
| 15003 Midori           | 1997 XC10      | * |
| 15004 Vallerani        | 1997 XL10      | * |
| 15005 Guerriero        | 1997 XY10      | * |
| 15008 Delahodde        | 1998 QO6       | Catherine E. Delahodde, francoska astronomka † |
| 15014 Annagekker       | 1998 RO74      | Anna Gekker, finalistka na Intelovem iskanju znanstvenih talentov leta 2003 † Arhivirano 2007-08-09 na Wayback Machine. |
| 15017 Cuppy            | 1998 SS25      | Will Cuppy (1884 – 1949), ameriški humorist in časnikar † |
| 15019 Gingold          | 1998 SW75      | Julian A. Gingold, finalist na Intelovem iskanju znanstvenih talentov leta 2003 † Arhivirano 2007-08-09 na Wayback Machine. |
| 15020 Brandonimber     | 1998 SV105     | Brandon Stuart Imber, finalist na Intelovem iskanju znanstvenih talentov leta 2003 † Arhivirano 2007-08-09 na Wayback Machine. |
| 15021 Alexkardon       | 1998 SX123     | Alex Kardon, finalist na Intelovem iskanju znanstvenih talentov leta 2003 † Arhivirano 2007-08-09 na Wayback Machine. |
| 15023 Ketover          | 1998 SP156     | Daniel Jacob Ketover, finalist na Intelovem iskanju znanstvenih talentov leta 2003 † Arhivirano 2007-08-09 na Wayback Machine. |
| 15025 Uwontario        | 1998 TX28      | Univerza zahodnega Ontaria (University of Western Ontario) † |
| 15026 Davidscott       | 1998 TR34      | * |
| 15030 Matthewkroll     | 1998 VA15      | Matthew Jay Kroll, finalist na Intelovem iskanju znanstvenih talentov leta 2003 † Arhivirano 2007-08-09 na Wayback Machine. |
| 15031 Lemus            | 1998 VN28      | Bryan Armando Lemus, finalist na Intelovem iskanju znanstvenih talentov leta 2003 † Arhivirano 2007-08-09 na Wayback Machine. |
| 15032 Alexlevin        | 1998 VV28      | Alex Levin, finalist na Intelovem iskanju znanstvenih talentov leta 2003 † Arhivirano 2007-08-09 na Wayback Machine. |
| 15034 Décines          | 1998 WH        | mesto Décines, departma Rhône francosko mesto zahodno od mesta Lione, ki je kot dvojček mestu Monsummano Terme, rojstnemu kraju soodkritelja Luciana Tesija † Arhivirano 2008-08-01 na Wayback Machine. |
| 15036 Giovannianselmi  | 1998 WO5       | Giovanni Anselmi, izdajatelj italijanske astronomske revije Coelum* |
| 15037 Chassagne        | 1998 WN6       | občina La Chassagne v departmaju Jura ali Chassagne v departmaju Puy-de-Dôme, Francija * |
| 15041 Paperetti        | 1998 XB5       | Emiliano Paperetti, italijanski ljubiteljski astronom † Arhivirano 2008-08-01 na Wayback Machine. |
| 15042 Anndavgui        | 1998 XZ8       | Annick, David in Guillaume, člani družine odkritelja † |
| 15045 Walesdymond      | 1998 XY21      | William Wales in Joseph Dymond, britanska astronoma iz 18. stoletja † Arhivirano 2005-08-29 na Wayback Machine. |
| 15052 Emileschweitzer  | 1998 YD2       | * |
| 15053 Bochníček        | 1998 YY2       | Záviš Bochníček, češki astronom, ki živi na Slovaškem † |
| 15056 Barbaradixon     | 1998 YP12      | Barbara Dixon, ki je bila talentirana razvijalka programske opreme * |
| 15057 Whitson          | 1998 YY15      | Peggy Whitson (rojen 1960), ameriški astronavt |
| 15058 Billcooke        | 1998 YL16      | Bill Cooke, ameriški vesoljski vremenoslovec * |
| 15068 Wiegert          | 1999 AJ20      | Paul Wiegert, kanadski astrodinamik † Arhivirano 2006-08-25 na Wayback Machine. |
| 15071 Hallerstein      | 1999 BN12      | Ferdinand Avguštin Hallerstein (1703 – 1774), slovenski jezuitski misijonar na Kitajskem, matematik, astronom, kartograf in diplomat † Arhivirano 2005-02-28 na Wayback Machine. |
| 15072 Landolt          | 1999 BS12      | * |
| 15076 Joellewis        | 1999 BL25      | Joel Brewster Lewis, finalist na Intelovem iskanju znanstvenih talentov leta 2003 † Arhivirano 2007-08-09 na Wayback Machine. |
| 15077 Edyalge          | 1999 CA        | Edy Alge, švicarski ljubiteljski astronom † Arhivirano 2004-10-24 na Wayback Machine. |
| 15083 Tianhuili        | 1999 CJ34      | Tianhui Li, finalist na Intelovem iskanju znanstvenih talentov leta 2003 † Arhivirano 2007-08-09 na Wayback Machine. |
| 15088 Licitra          | 1999 CK82      | Jeffrey Lawrence Licitra, finalist na Intelovem iskanju znanstvenih talentov leta 2003 † Arhivirano 2007-08-09 na Wayback Machine. |
| 15091 Howell           | 1999 CM136     | * |
| 15092 Beegees          | 1999 EH5       | trio Bee Gees, katerega člani (trije bratje Barry, Robin, Maurice in Andy Gibb) rojeni v UK in živeli v Avstraliji so odraščali v Avstraliji samo 100 km od kraja odkritja asteroida † |
| 15093 Lestermackey     | 1999 TA31      | Lester Wayne Mackey, finalist na Intelovem iskanju znanstvenih talentov leta 2003 † Arhivirano 2007-08-09 na Wayback Machine. |
| 15099 Janestrohm       | 2000 AE92      | * |
| 15101–15200            |                | |
| 15106 Swanson          | 2000 CA45      | * |
| 15107 Toepperwein      | 2000 CR49      | * |
| 15109 Wilber           | 2000 CW61      | * |
| 15111 Winters          | 2000 CY92      | * |
| 15112 Arlenewolfe      | 2000 CY94      | Arlene E. Wolfe svetovalka finalistom na Izzivu odkrivanja mladih znanstvenikov leta 2001 (Discovery Young Scientist Challenge ali DYSC), tekmovanje srednjih šol. Arlene Wolfe je učiteljica na Akademiji Venerini, Worcester, Massachusetts, ZDA. |
| 15115 Yvonneroe        | 2000 DA7       | Yvonne Roe, žena odkritelja Jamesa M. Roeja |
| 15118 Elizabethsears   | 2000 DP82      | * |
| 15120 Mariafélix       | 2000 ES        | Maria Jesús Félix, mati odkritelja † |
| 15126 Brittanyanderson | 2000 EA44      | * |
| 15128 Patrickjones     | 2000 EG46      | * |
| 15129 Sparks           | 2000 ET47      | * |
| 15132 Steigmeyer       | 2000 EZ69      | * |
| 15133 Sullivan         | 2000 EB91      | * |
| 15139 Connormcarty     | 2000 EY93      | * |
| 15144 Araas            | 2000 EK114     | * |
| 15145 Ritageorge       | 2000 EF117     | * |
| 15146 Halpov           | 2000 EQ130     | Hal Povenmire, ameriški ljubiteljski astronom in opazovalec meteorjev, ustanovitelj Straža ognjenih krogel Floride (Florida Fireball Patrol) * |
| 15147 Siegfried        | 2000 EJ134     | * |
| 15155 Ahn              | 2000 FB37      | * |
| 15160 Wygoda           | 2000 FK44      | * |
| 15201–15300            |                | |
| 15202 Yamada-Houkoku   | 1977 EM5       | Yamada-Houkoku, japonski učenjak in konfucionist iz 19. stoletja † |
| 15203 Grishanin        | 1978 SS6       | Kirill Vladimirovič Grišanin, ruski hidrometeorolog † |
| 15220 Sumerkin         | 1981 SC7       | Jurij Vasiljevič Sumerkin, ruski znanstvenik, strokovnjak za gradnjo in popravilo ladij † |
| 15228 Ronmiller        | 1987 DG        | * |
| 15230 Alona            | 1987 RF1       | * |
| 15231 Ehdita           | 1987 RO5       | * |
| 15239 Stenhammar       | 1989 CR2       | * |
| 15258 Alfilipenko      | 1990 RN17      | * |
| 15262 Abderhalden      | 1990 TG4       | Emil Abderhalden (1877 – 1950), švicarski biokemik in fiziolog * |
| 15263 Erwingroten      | 1990 TY7       | Erwin Groten, nemški geodet (zemljemerec) * |
| 15264 Delbrück         | 1990 TU11      | Max Delbrück (1906 – 1981), nemški biolog, dobitnik Nobelove nagrade (skupaj z Salvadorjem Lurijem in Alfredom Hersheyem) leta 1969 za fiziologijo* |
| 15265 Ernsting         | 1990 TG13      | Walter Ernsting (1920 – 2005), nemški pisec znanstvene fantastike (pisal je tudi pod psevdonimom Clark Darlton) † Arhivirano 2004-10-16 na Wayback Machine. |
| 15273 Ruhmkorff        | 1991 GQ3       | Heinrich Daniel Ruhmkorff (1803 – 1877), nemški izdelovalec različnih naprav † |
| 15276 Diebel           | 1991 GA10      | * |
| 15278 Pâquet           | 1991 PG7       | * |
| 15282 Franzmarc        | 1991 RX4       | * |
| 15294 Underwood        | 1991 VD5       | * |
| 15301–15400            |                | |
| 15301 Marutesser       | 1992 SC2       | * |
| 15304 Wikberg          | 1992 UX4       | * |
| 15318 Innsbruck        | 1993 KX1       | * |
| 15321 Donnadean        | 1993 PE8       | * |
| 15329 Sabena           | 1993 SN7       | Sabena, belgijska letalska družba ? * |
| 15332 CERN             | 1993 TU24      | kratica CERN (prvotno Conseil européen pour la recherche nucléaire sedaj Organisation européenne pour la recherche nucléaire ali Evropska organizacija za jedrsko fiziko ali European Organization for Nuclear Physics), Geneva, Švica, največji laboratorij na svetu za podatomske delce †                                                                                                  |
| 15342 Assisi           | 1994 GD10      | Sveti Frančišek Asiški (1181/1182 – 1226), italijanski spokornik in svetnik, zavetnik živali in trgovcev * |
| 15346 Bonifatius       | 1994 RT11      | Sveti Bonifacij, misijonar, ki je širil krščanstvo v 8. stoletju* |
| 15350 Naganuma         | 1994 VB2       | * |
| 15363 Ysaye            | 1996 FT6       | * |
| 15370 Kanchi           | 1996 NW        | * |
| 15371 Steward          | 1996 RZ18      | Observatorij Steward na Univerzi Arizone Tucson, Arizona, ZDA † |
| 15372 Agrigento        | 1996 TK41      | mesto in provinca Agrigento, na Siciliji, pripada Unescovi svetovni dediščini * |
| 15374 Teta             | 1997 BG        | Teta, mitološka vedeževalka in poganska duhovnica ter druga hčerka češkega prince Kroka † |
| 15376 Marták           | 1997 CT1       | Ján Marták, slovaški glasbenik † Arhivirano 2008-01-12 na Wayback Machine. |
| 15379 Alefranz         | 1997 QG1       | Alessandro Bisentini in Francesco Villa, italijanska komedijanta, prijatelja drugega odkritelja † |
| 15378 Artin            | 1997 PJ2       | * |
| 15381 Spadolini        | 1997 RB1       | Mauro (1941) in Barbara (1944) Spadolini, namenjeno italijanskima srednješolskima učiteljema |
| 15382 Vian             | 1997 SN        | * |
| 15384 Samková          | 1997 SC4       | Filomena Samková, Čehinja † Arhivirano 2011-05-25 na Wayback Machine. |
| 15385 Dallolmo         | 1997 SP4       | Umberto Dall'Olmo, italijanski astronom* |
| 15386 Nicolini         | 1997 ST4       | * |
| 15388 Coelum           | 1997 ST17      | Coelum, italijanski astronomski časopis * |
| 15389 Geflorsch        | 1997 TL6       | Gérard Florsch, eden izmed ustanoviteljev skupine Groupe de Lorraine pri Astronomski zvezi Francije in javnega observatorija v Sarregueminesu. † |
| 15390 Znojil           | 1997 TJ10      | Vladimír Znojil, češki astronom † Arhivirano 2007-06-09 na Wayback Machine. |
| 15392 Budějický        | 1997 TO19      | Jaromír Budějický, češki radioastronom † Arhivirano 2011-05-25 na Wayback Machine. |
| 15395 Rükl             | 1997 UV        | Antonín Rükl, češki astronom † Arhivirano 2007-06-09 na Wayback Machine. |
| 15396 Howardmoore      | 1997 UG2       | * |
| 15397 Ksoari           | 1997 UK7       | iz kratice KSO-ARI Opazovanje malih planetov KSO-ARI (Minor Planet Surveys) sta vodila Freimut Börngen (na Observatoriju Karl Schwarzschild, Tautenburg) in Lutz D. Schmadel (Astronomski računski inštitut (Astronomisches Rechen-Institut) v Heidelbergu) skupaj z Tautenburgovim Schmidtovim teleskopom v letih od 1990 do 1993. Opazovanje je omogočilo odkritje 501 novega asteroida. † |
| 15399 Hudec            | 1997 VE        | René Hudec, češki astronom † |
| 15401–15500            |                | |
| 15403 Merignac         | 1997 VH6       | * |
| 15406 Bleibtreu        | 1997 WV12      | * |
| 15412 Schaefer         | 1998 AU3       | * |
| 15415 Rika             | 1998 CA1       | * |
| 15417 Babylon          | 1998 DH34      | * |
| 15420 Aedouglass       | 1998 HQ31      | Andrew Ellicott Douglass (1867 – 1962), ameriški astronom* |
| 15421 Adammalin        | 1998 HM81      | Adam Mikah Malin, finalist na Intelovem iskanju znanstvenih talentov leta 2003 † Arhivirano 2007-08-09 na Wayback Machine. |
| 15425 Welzl            | 1998 SV26      | Jan Welzl, češki arctic explorer † Arhivirano 2011-05-25 na Wayback Machine. |
| 15427 Shabas           | 1998 SP61      | * |
| 15434 Mittal           | 1998 VM25      | Alexander Chow Mittal, zmagovalka na Intelovem iskanju znanstvenih talentov leta 2003 † Arhivirano 2007-08-09 na Wayback Machine. |
| 15448 Siegwarth        | 1998 XT21      | * |
| 15452 Ibramohammed     | 1998 XL52      | Ibraheem Maqsood Mohammed, zmagovalka na Intelovem iskanju znanstvenih talentov leta 2003 † Arhivirano 2007-08-09 na Wayback Machine. |
| 15460 Manca            | 1998 YD10      | Francesco Manca, italijanski ljubiteljski astronom † Arhivirano 2008-08-01 na Wayback Machine. |
| 15461 Johnbird         | 1998 YT29      | John Bird, britanski astronom in izdelovalec naprav * |
| 15462 Stumegan         | 1999 AV1       | * |
| 15465 Buchroeder       | 1999 AZ5       | Richard Alfred Buchroeder, ameriški optical design engineer † Arhivirano 2006-03-05 at Archive.is |
| 15466 Barlow           | 1999 AR23      | * |
| 15467 Aflorsch         | 1999 AN24      | Alphonse Florsch, francoski astronom* |
| 15469 Ohmura           | 1999 BC        | * |
| 15476 Narendra         | 1999 BW24      | Varun Kumar Narendra, zmagovalka na Intelovem iskanju znanstvenih talentov leta 2003 † Arhivirano 2007-08-09 na Wayback Machine. |
| 15492 Nyberg           | 1999 CG89      | Michael Herbert Nyberg, zmagovalka na Intelovem iskanju znanstvenih talentov leta 2003 † Arhivirano 2007-08-09 na Wayback Machine. |
| 15495 Bogie            | 1999 DF2       | * |
| 15497 Lucca            | 1999 DE7       | * |
| 15499 Cloyd            | 1999 FY8       | * |
| 15500 Anantpatel       | 1999 FO26      | Anant Ramesh Patel, finalist na Intelovem iskanju znanstvenih talentov leta 2003 † Arhivirano 2007-08-09 na Wayback Machine. |
| 15501–15600            |                | |
| 15501 Pepawlowski      | 1999 NK10      | Peter Michal Pawlowski, finalist na Intelovem iskanju znanstvenih talentov leta 2003 † Arhivirano 2007-08-09 na Wayback Machine. |
| 15506 Preygel          | 1999 RX132     | Anatoly Preygel, finalist na Intelovem iskanju znanstvenih talentov leta 2003 † Arhivirano 2007-08-09 na Wayback Machine. |
| 15507 Rengarajan       | 1999 RC166     | Michelle Rengarajan, finalist na Intelovem iskanju znanstvenih talentov leta 2003 † Arhivirano 2007-08-09 na Wayback Machine. |
| 15510 Phoeberounds     | 1999 TF127     | Phoebe Robeson Rounds, finalist na Intelovem iskanju znanstvenih talentov leta 2003 † Arhivirano 2007-08-09 na Wayback Machine. |
| 15512 Snyder           | 1999 UK1       | Doug Snyder, ameriški ljubiteljski astronom in aktivist za zmanjšanje svetlobnega onesnaževanja neba † Arhivirano 2005-03-06 na Wayback Machine. |
| 15513 Emmermann        | 1999 UV38      | * |
| 15522 Trueblood        | 1999 XX136     | Mark Trueblood, ameriški inženir in ljubiteljski astronom* |
| 15523 Grenville        | 1999 XE151     | * |
| 15530 Kuber            | 2000 AV98      | * |
| 15543 Elizateel        | 2000 DD96      | * |
| 15550 Sydney           | 2000 FR10      | * |
| 15551 Paddock          | 2000 FQ25      | * |
| 15553 Carachang        | 2000 FG45      | * |
| 15557 Kimcochran       | 2000 GV        | * |
| 15559 Abigailhines     | 2000 GR23      | * |
| 15563 Remsberg         | 2000 GG48      | * |
| 15565 Benjaminsteele   | 2000 GM49      | Benjamin Steele, finalist leta 2001 na tekmovanju Izziv mladim znanstvenikom kanala Discovery (Discovery Channel Young Scientist Challenge) † Arhivirano 2005-10-24 na Wayback Machine. |
| 15566 Elizabethbaker   | 2000 GD50      | * |
| 15567 Giacomelli       | 2000 GF53      | * |
| 15569 Feinberg         | 2000 GC60      | * |
| 15574 Stephaniehass    | 2000 GF66      | * |
| 15576 Munday           | 2000 GK68      | * |
| 15577 Gywilliams       | 2000 GN68      | * |
| 15582 Russellburrows   | 2000 GZ73      | * |
| 15583 Hanick           | 2000 GM74      | * |
| 15594 Castillo         | 2000 GG95      | * |
| 15599 Richardlarson    | 2000 GF99      | * |
| 15601–15700            |                | |
| 15604 Fruits           | 2000 GT108     | * |
| 15606 Winer            | 2000 GU122     | * |
| 15608 Owens            | 2000 GK124     | * |
| 15609 Kosmaczewski     | 2000 GP124     | imenovan v letu 2002 po študentki Sari Kosmaczewski iz Hamdena, potem ko je tretjič zmagala na tekmovanju Izziv mladim znanstvenikom kanala Discovery † Arhivirano 2008-05-12 na Wayback Machine. |
| 15614 Pillinger        | 2000 GA143     | Colin Pillinger, britanski planetarni znanstvenik, vodja oddelka za planetarne in vesoljske znanosti na Odprti univerzi (Open University)* |
| 15617 Fallowfield      | 2000 HK10      | * |
| 15618 Lorifritz        | 2000 HF11      | * |
| 15619 Albertwu         | 2000 HE13      | * |
| 15620 Beltrami         | 2000 HQ14      | * |
| 15621 Erikhovland      | 2000 HO20      | * |
| 15622 Westrich         | 2000 HY20      | * |
| 15624 Lamberton        | 2000 HB31      | * |
| 15627 Hong             | 2000 HW52      | * |
| 15628 Gonzales         | 2000 HA53      | * |
| 15629 Sriner           | 2000 HK53      | * |
| 15630 Disanti          | 2000 HT56      | * |
| 15631 Dellorusso       | 2000 HT57      | * |
| 15632 Magee-Sauer      | 2000 HU70      | Karen Magee-Sauer, ameriška astronomka † |
| 15635 Andrewhager      | 2000 JV27      | * |
| 15651 Tlepolemos       | 9612 P-L       | * |
| 15663 Periphas         | 4168 T-2       | * |
| 15672 Sato-Norio       | 1977 EX7       | Sato-Norio, japonski vzgojitelj iz 19. stoletja † |
| 15673 Chetaev          | 1978 PV2       | * |
| 15675 Goloseevo        | 1978 SP5       | * |
| 15691 Maslov           | 1982 TF1       | * |
| 15695 Fedorshpig       | 1985 RJ5       | Fedor Ivanovič Špig, ukrajinski ekonomist in predsednik ukrajinske amaterske nogometne zveze † |
| 15701–15800            |                | |
| 15710 Böcklin          | 1989 AV6       | * |
| 15716 Narahara         | 1989 WY1       | Hiroši Narahara, japonski trener bejzbolskega moštva Čuniči Dragons in prijatelj prvega odkritelja † |
| 15723 Girraween        | 1990 SA2       | nacionalni park Girraween, Queensland, Avstralija † |
| 15724 Zille            | 1990 TW3       | * |
| 15727 Ianmorison       | 1990 TO9       | * |
| 15728 Karlmay          | 1990 TG11      | * |
| 15729 Yumikoitahana    | 1990 UB        | * |
| 15732 Vitusbering      | 1990 VZ5       | Vitus Bering, danski navigator in raziskovalec † |
| 15735 Andakerkhoven    | 1990 WF2       | Melisande T. M. "Anda" Kerkhoven, nizozemska študentka medicine na Univerzi v Groningenu, aktivna je bila v nizozemskem odporniškem gibanju med drugo svetovno vojno † |
| 15740 Hyakumangoku     | 1991 EG1       | japonski izraz za « področje enega milijona enot koku », vzdevek za bogato fevdalno področje Kaga han (provinca Kaga) v obdobju Edo † |
| 15752 Eluard           | 1992 BD2       | Paul Éluard (1895 – 1952), francoski surrealistični pesnik † |
| 15761 Schumi           | 1992 SM16      | * |
| 15762 Rühmann          | 1992 SR24      | Heinz Rühmann (1902 – 1994), nemški igralec * |
| 15766 Strahlenberg     | 1993 BD13      | Philip Johan von Strahlenberg (1676 – 1747), švedski oficir in geograf † |
| 15779 Scottroberts     | 1993 OA3       | * |
| 15790 Keizan           | 1993 TC        | * |
| 15801–15900            |                | |
| 15804 Yenisei          | 1994 EY5       | reka Jenisej, ki teče od mongolske meje do Karskega morja † |
| 15808 Zelter           | 1994 GF10      | * |
| 15811 Nüsslein-Volhard | 1994 ND1       | Christiane Nüsslein-Volhard (rojena 1942), nemški genetičarka in dobitnica Nobelove nagrade †* |
| 15817 Lucianotesi      | 1994 QC        | Luciano Tesi (rojen 1931), italijanski ljubiteljski astronom † Arhivirano 2008-08-01 na Wayback Machine. |
| 15818 DeVeny           | 1994 RO7       | * |
| 15819 Alisterling      | 1994 SN9       | Alister Ling, kanadski ljubiteljski astronom †* |
| 15834 McBride          | 1995 CT1       | Neil McBride, britanski astronom † |
| 15837 Mariovalori      | 1995 DG13      | * |
| 15838 Auclair          | 1995 FU12      | Raymond Auclair, kanadski ljubiteljski astronom † Arhivirano 2009-02-01 na Wayback Machine. |
| 15841 Yamaguchi        | 1995 OX        | * |
| 15845 Bambi            | 1995 UC17      | Bambi, izmišljen mlad srnjaček iz filmov Walta Disneya † |
| 15846 Billfyfe         | 1995 UK28      | William Fyfe, kanadski geokemik † Arhivirano 2006-05-22 na Wayback Machine. |
| 15849 Billharper       | 1995 YM10      | Bill Harper, kanadski filozof znanosti † ‡ Arhivirano 2005-01-04 na Wayback Machine.* |
| 15851 Chrisfleming     | 1996 AD10      | Chris Fleming, kanadski ljubiteljski astronom † Arhivirano 2006-05-08 na Wayback Machine. ‡* |
| 15854 Numa             | 1996 CX2       | * |
| 15860 Siráň            | 1996 HO        | Gustáv Siráň, slovaški geofizik † |
| 15861 Ispahan          | 1996 HB12      | mesto Isfahan, Iran † |
| 15868 Akiyoshidai      | 1996 OL        | * |
| 15869 Tullius          | 1996 PL        | * |
| 15870 Obůrka           | 1996 QD        | Oto Obůrka, češki astronom † |
| 15887 Daveclark        | 1997 ER26      | David L. Clark, kanadski ljubiteljski astronom † Arhivirano 2006-05-16 na Wayback Machine. ‡ Arhivirano 2006-07-01 na Wayback Machine. * |
| 15890 Prachatice       | 1997 GY        | Prachatice, mesto na južnem Češkem † |
| 15896 Birkhoff         | 1997 LX5       | George Birkhoff (1884 – 1944), ameriški matematik † Arhivirano 2005-04-14 na Wayback Machine.* |
| 15897 Beňačková        | 1997 PD3       | Gabriela Beňačková-Čápová, slovaška soprano pevka † |
| 15898 Kharasterteam    | 1997 QP        | * |
| 15899 Silvain          | 1997 RR1       | * |
| 15901–16000            |                | |
| 15902 Dostál           | 1997 RA9       | Víta Dostál, češki kmetovalec (farmer) in svetovni popotnik na kolesu, prvi Čeh, ki je sam prekolesaril 60.000 km † |
| 15904 Halstead         | 1997 SD11      | * |
| 15905 Berthier         | 1997 SV15      | * |
| 15907 Robot            | 1997 TG10      | robot, beseda, ki si jo je izmislil Josef Čapek (1887 – 1945) † |
| 15911 Davidgauthier    | 1997 TL21      | David Gauthier (rojen 1932), filozof |
| 15913 Telemachus       | 1997 TZ27      | Telemah, oseba iz grške mitologije * |
| 15918 Thereluzia       | 1997 UE9       | * |
| 15921 Kintaikyo        | 1997 VP        | * |
| 15922 Masajisaito      | 1997 VR        | Masaji Saito, japonski arhitekturni restavrator, svobodni fotograf in ljubiteljski astronom † |
| 15929 Ericlinton       | 1997 WQ11      | Eric Clinton, kanadski ljubiteljski astronom † Arhivirano 2006-10-02 na Wayback Machine. * |
| 15938 Bohnenblust      | 1997 YA8       | Frederic Bohnenblust (Henri Frederic Bohnenblust) (1906-2000), v Švici rojen ameriški matematik * |
| 15939 Fessenden        | 1997 YP8       | Reginald Aubrey Fessenden, kanadski inženir, fizik in izumitelj † Arhivirano 2009-02-05 na Wayback Machine.* |
| 15941 Stevegauthier    | 1997 YX15      | Steve Gauthier, kanadski ljubiteljski astronom † Arhivirano 2006-05-08 na Wayback Machine.* |
| 15945 Raymondavid      | 1998 AZ5       | * |
| 15946 Satinský         | 1998 AP7       | Július Satinský (1941 – 2002), slovaški komedijant † |
| 15947 Milligan         | 1998 AL10      | * |
| 15949 Rhaeticus        | 1998 BQ        | Georg Joachim Lauchen von retij (Georg Joachim von Lauchen), avstrijski humanist, zdravnik, matematik in astronom † Arhivirano 2006-05-11 na Wayback Machine. ‡ Arhivirano 2005-04-14 na Wayback Machine. |
| 15950 Dallago          | 1998 BA2       | * |
| 15955 Johannesgmunden  | 1998 BS13      | Johannes von Gmunden (1380 – 1442), avstrijski duhovnik, humanist, matematik in astronom † Arhivirano 2006-05-11 na Wayback Machine. |
| 15957 Gemoore          | 1998 BB27      | G. E. Moore (1873 – 1958), angleški filozof |
| 15960 Hluboká          | 1998 CH        | grad Hluboká nad Vltavou, južna Češka † |
| 15963 Koeberl          | 1998 CY3       | Christian Koeberl, avstrijski profesor geokemije in kozmokemije † |
| 15964 Billgray         | 1998 DU        | Bill Gray, ameriški programer astronomske programske opreme in izdajatelj zvezdnega kataloga GSC-ACT † |
| 15965 Robertcox        | 1998 DU7       | Robert E. Cox, ameriški dolgoletni pisec nasvetov za izdelavo teleskopov Gleanings for ATMs (Ljubiteljski izdelovalci teleskopov ali Amateur Telescope Makers - ATM) v reviji Sky & Telescope † |
| 15967 Clairearmstrong  | 1998 DN20      | Claire Armstrong, sodelavka in žena odkritelja, iskalca supernova Marka Armstronga † |
| 15969 Charlesgreen     | 1998 EW11      | Charles Green (1735 – 1771), britanski astronom, ki je opazoval leta 1769 prehod Venere preko Sonca s Tahitija † |
| 15971 Hestroffer       | 1998 FA11      | Daniel Hestroffer, francoski astronom † |
| 15986 Fienga           | 1998 XU1       | Agnès Fienga, francoski astronom † |
| 15992 Cynthia          | 1998 YL4       | Cynthia Hug, odkriteljeva žena; Cynthia je tudi drugo ime za boginjo Lune Artemido (iz rojstnega kraja Mount Cynthus na Delosu), asteroid so velikokrat opazovali nad horizontom blizu Lune † |

| Predhodnik: 14001–15000 | Pomeni imen asteroidov Seznam asteroidov (15001-15250) Seznam asteroidov (15251-15500) Seznam asteroidov (15501-15750) Seznam asteroidov (15751-16000) | Naslednik: 16001–17000 |